# Dobšice (district de Nymburk)
Pour les articles homonymes, voir Dobšice.
Dobšice (en allemand : Dobschitz) est une commune du district de Nymburk, dans la région de Bohême-Centrale, en République tchèque. Sa population s'élevait à 242 habitants en 2022.

## Géographie
Dobšice se trouve à 7 km à l'est de Libice nad Cidlinou, à 18 km à l'est-sud-est de Nymburk et à 60 km à l'est-nord-est de Prague.
La commune est limitée par Kolaje et Hradčany au nord, par Žehuň à l'est, par Polní Chrčice au sud-est, par Sány au sud-ouest et à l'ouest, et par Opolany et Odřepsy à l'ouest.

## Histoire
La première mention écrite de la localité date de 1379.

## Galerie

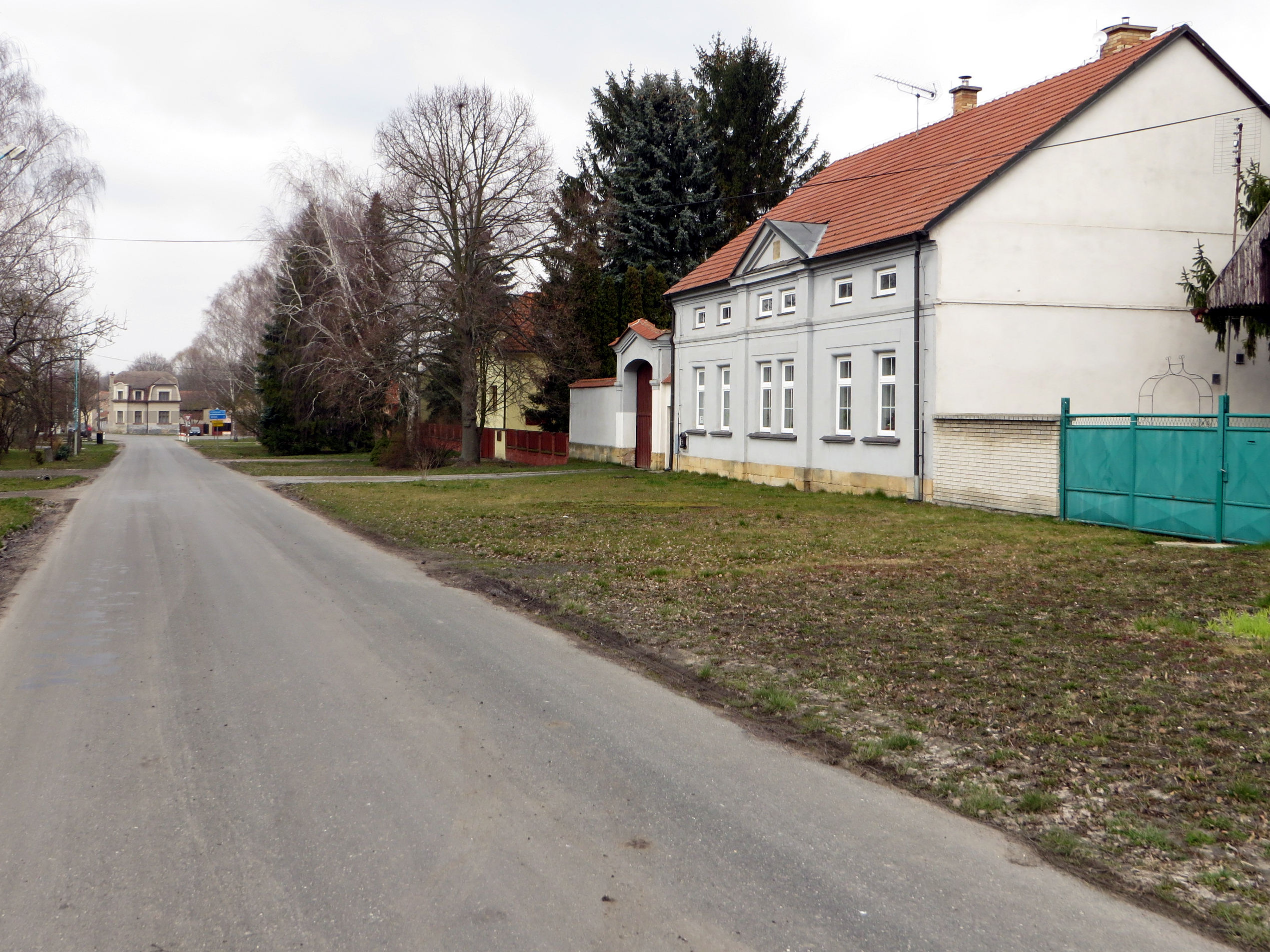
Rue de Dobšice.
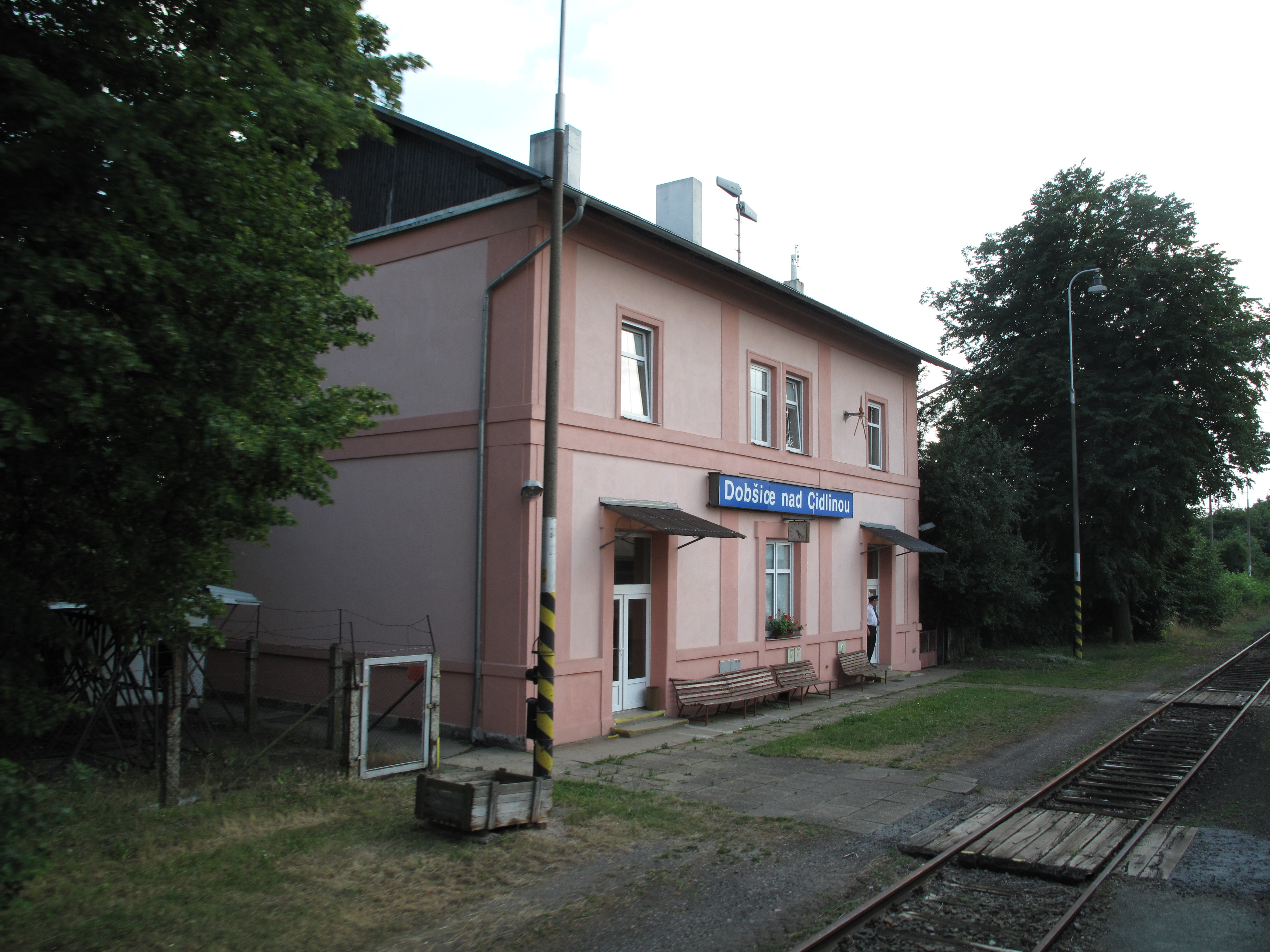
Gare ferroviaire.

## Transports
Par la route, Dobšice se trouve à 18 km de Chlumec nad Cidlinou, à 22 km de Nymburk, à 50 km de Hradec Králové et à 73 km de Prague. Elle est desservie par l'autoroute D11, dont la sortie la plus proche se trouve à 1,8 km du centre du village.